# 日本比較文学会賞
日本比較文学会賞（にほんひかくぶんがくかいしょう）は、日本比較文学会が1995年に設立した若手のための賞。比較文学・比較文化に関する最優秀の研究書に贈呈され、例年6月頃行われる全国大会で発表、授与される。第20回（2015年）までは満45歳以下の会員に与えられる賞であったが、2015年全国総会で受賞者は満50歳以下で本賞未受賞の会員であることを原則とすると改訂された。同時に、当該年度刊行の学会誌『比較文学』掲載の最優秀論文に与えられる日本比較文学会新人賞が新設された。日本比較文学会新人賞は原則として満35歳以下または大学院入学以来12年以内の会員を対象とする。

## 受賞作
- 第1回（1996年）佐々木英昭（42歳）『「新しい女」の到来－平塚らいてうと漱石』（名古屋大学出版会）
- 第2回（1997年）杉田英明（41歳）『日本人の中東発見』（東京大学出版会）
- 第3回（1998年）西成彦（43歳）『森のゲリラ 宮沢賢治』（岩波書店）
  - 特別賞 坪井秀人（39歳）『声の祝祭』（名古屋大学出版会）
- 第4回（1999年）榎本泰子（31歳）『楽人の都・上海 近代中国における西洋音楽』（研文出版）
- 第5回（2000年）成恵卿『西洋の夢幻能 イェイツとパウンド』（河出書房新社）
- 第6回（2001年）劉建輝（40歳）『魔都上海』（講談社選書メチエ）
- 第7回（2002年）該当作なし
- 第8回（2003年）松井貴子（40歳）『写生の変容 フォンタネージから子規、そして直哉へ』（明治書院）
- 第9回（2004年）西原大輔（38歳）『谷崎潤一郎とオリエンタリズム－大正日本の中国幻想』（中央公論新社）
- 第10回（2005年）
  - 中根隆行（38歳）『〈朝鮮〉表象の文化誌 近代日本と他者をめぐる知の植民地化』（新曜社）
  - 諸坂成利（46歳）『虎の書跡 中島敦とボルヘス、あるいは換喩文学論』（水声社）
- 第11回（2006年）唐権（37歳）『海を越えた艶ごと 日中文化交流秘史』（新曜社）
- 第12回（2007年）鈴木禎宏（36歳）『バーナード・リーチの生涯と芸術』（ミネルヴァ書房）
- 第13回（2008年）該当作なし
- 第14回（2009年）林洋子（44歳）『藤田嗣治 作品をひらく-旅・手仕事・日本』(名古屋大学出版会)
- 第15回（2010年）山中由里子（43歳）『アレクサンドロス変相――古代から中世イスラームへ』（名古屋大学出版会）
- 第16回（2011）加瀬佳代子（40歳）『M.K.ガンディーの心理と非暴力をめぐる言説史――ヘンリー･ソロー、R.K.ナラヤン、V.S.ナイポール、映画『ガンジー』を通して』（ひつじ書房）
- 第17回（2012）秋草俊一郎（33歳）『ナボコフ　訳すのは「私」――自己翻訳がひらくテクスト』（東京大学出版会）
- 第18回（2013）
  - 友田義行（33歳）『戦後前衛映画と文学―安部公房×勅使河原宏』（人文書院）
  - 平石典子（46歳）『煩悶青年と女学生の文学誌―「西洋」を読み替えて』（新曜社）
- 第19回（2014）
  - 大東和重（40歳）『郁達夫と大正文学〈自己表現〉から〈自己実現〉の時代へ』（東京大学出版会）
- 第20回（2015）
  - 陳凌虹『日中演劇交流の諸相　中国近代演劇の成立』（思文閣出版）
- 第21回（2016）
  - 佐藤光（47歳）『柳宗悦とウィリアム・ブレイク　還流する肯定の思想』（東京大学出版会）
  - 菊池有希(38歳)『近代日本におけるバイロン熱』（勉誠出版）
- 第22回（2017）
  - 佐々木悠介（40歳）『カルティエ=ブレッソン―二十世紀写真の言説空間』水声社
- 第23回（2018）
  - 佐野真由子（49歳）『幕末外交儀礼の研究―欧米外交官たちの将軍拝謁』（思文閣出版）
- 第24回（2019）
  - 大西由紀（40歳）『日本語オペラの誕生―鷗外・逍遥から浅草オペラまで―』（森話社）
  - 渡辺貴規子(36歳)『『家なき子』の原典と初期邦訳の文化社会史的研究―エクトール・マロ、五来素川、菊池幽芳をめぐって―』（風間書房）
- 第25回（2020）
  - 松尾梨沙（37歳）『ショパンの詩学――ピアノ曲《バラード》という詩の誕生』（みすず書房）
  - 新人賞
  - 吉田⼤輔「幸田露伴「御手製未来記」（1911）における商業アイディア―その⽂化史的‧産業史的意義の一端について」（『⽐較⽂学』第62巻）
- 第26回（2021）
  - 堀江秀史『寺山修司の千九百六十年代：不可分の精神』（白水社）
  - 新人賞
  - 李澤珍「司馬江漢の『伊曽保物語』受容──「鳥、人に教化をする事」を中心に──」（『比較文学』第63巻）
- 第27回（2022）
  - 孫軍悦『現代中国と日本文学の翻訳 テクストと社会の相互形成史』（青弓社）2021.2
  - 新人賞
  - 岩下弘史「夏目漱石とニーチェ　マックス・ノルダウの『退化』に注目して」（『比較文学』第64号）
- 第28回（2023）
  - プラダン・ゴウランガ・チャラン『世界文学としての方丈記』（法蔵館）
  - 新人賞
  - 芦川貴之「〈運命〉との邂逅―国木田独歩「運命論者」のツルゲーネフ受容を軸にして―」（『比較文学』第65巻）
- 第29回（2024年）
  - 林茜茜『谷崎潤一郎と中国』（田畑書店）
  - 大場健司『1960ｓ 失踪するアメリカ――安部公房とポール・オースターの比較文学的批評』（春風社）
  - 新人賞
  - 東﨑悠乃「永井荷風とロマン・ロラン――『ふらんす物語』における西洋音楽批評の位相――」（『比較文学』第66巻）
- 第30回（2025年）
  - 片岡真伊『日本の小説の翻訳にまつわる特異な問題——文化の架橋者たちがみた「あいだ」』（中央公論新社）
  - 新人賞
  - 齋藤海央「森田思軒と通信記事——「盲目使者」における翻訳の試み」（『比較文学』第67巻）